# Twenter (dierkunde)

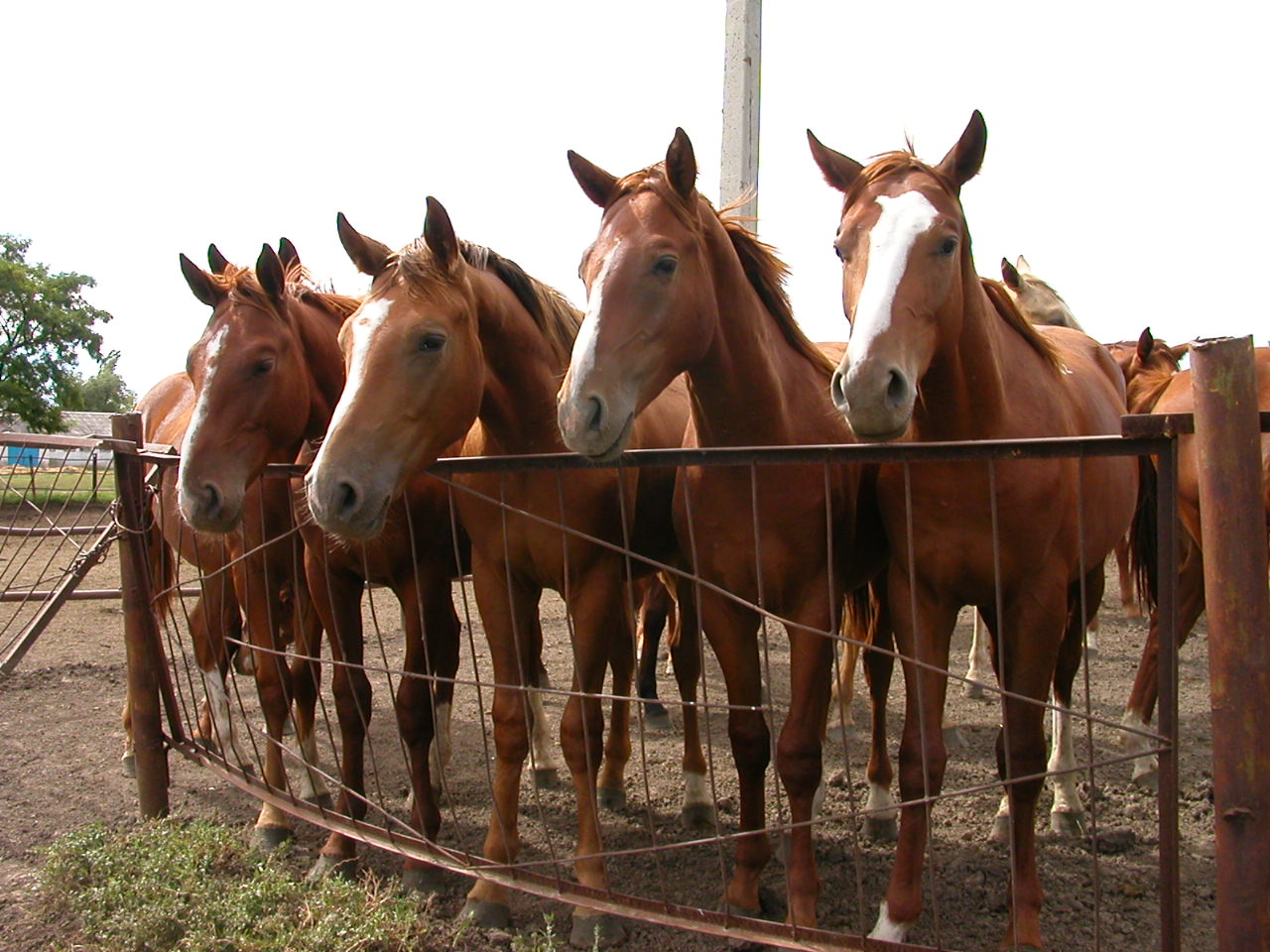
Budjonny twenters, hengsten

Een twenter is een paard van twee tot drie jaar oud.
Vanaf het derde jaar wordt er gesproken over een (jong) paard. Twenters worden nauwelijks gebruikt in de paardensport omdat hun lichaam nog niet volgroeid is. Alleen ten behoeve van de drafsport worden zeer jonge paarden zoals twenters getraind en ingezet.
Twenter hengsten kunnen gekeurd worden om te beoordelen of zij als dekhengst geschikt zijn. Wanneer dit niet het geval is worden zij meestal gecastreerd om verder als ruin door het leven te gaan.